# Tisir al-Antaif
Tisir Ahmed al-Antaif (arabisch تيسير أحمد آل نتيف, DMG Taisīr Aḥmad Āl Natīf; * 16. Februar 1974 in Dammam) ist ein ehemaliger saudi-arabischer Fußballtorhüter.

## Karriere

### Klub
Er begann seine Karriere in der Saison 1993/94 bei al-Ettifaq, wo er bis Sommer 1999 aktiv war und danach weiter zu al-Ahli wechselte, hier gelang in der Spielzeit 2001/02 ihm mit seiner Mannschaft der Pokalsieg. Danach ging es im Mai 2005 weiter zu al-Khaleej, wo er lediglich den Rest der laufenden Saison verblieb und anschließend weiter zu al-Ittihad wechselte, mit diesen wurde er in den kommenden Jahren zwei Mal Meister. Ab der Spielzeit 2011/12 schloss er sich al-Faisaly an, wo er noch einmal zwei Spielzeiten aktiv war. Sein letzter Klub war schließlich von Sommer 2013 bis Ende 2015 al-Nahda.

### Nationalmannschaft
Sein erster bekannter Einsatz für die saudi-arabische Nationalmannschaft war am 22. Juni 1999 ein 2:0-Freundschaftsspielsieg über Jordanien, hier wurde er zur zweiten Halbzeit für Mohammed al-Deayea eingewechselte und hütet so bis zum Ende des Spiels das Tor. Es folgten dann weitere Einsätze in Freundschaftsspielen. Er stand zwar im Kader der Mannschaft beim Konföderationen-Pokal 1999, erhielt jedoch keinen Einsatz. Im Februar 2001 hütete er sogar einmal das Tor in einem Spiel der Qualifikation für die Weltmeisterschaft 2002. Bei der Weltmeisterschaft 2002 selbst, stand er auch im Kader erhielt jedoch wie auch Hussein al-Sadiq keine Einsatzzeit.
Sein nächster Einsatz zwischen den Pfosten erwartete ihn dann am 30. April 2003, wo er eine 0:1-Freundschaftsspielniederlage gegen Liechtenstein erlebte. Seine letzten Einsätze folgten dann noch einmal Ende 2007 und Anfang 2008, wo er in zwei Freundschaftsspielen und in deren Anschluss in zwei Qualifikationsspielen für die Weltmeisterschaft 2010, den Kasten versuchte sauber zu halten. Danach erhielt keinen Einsatz mehr im Nationaldress.
Er war auch Teil des Kaders bei den Olympischen Spielen 1996, erhielt hier jedoch keinerlei Einsätze.